# Европейски път Е671
Европейски път Е671 е международен път в Румъния, част от Европейската пътна мрежа.
Започва от град Тимишоара, окръг Тимиш, Румъния и свършва в Ливада, окръг Сату Маре.
Пътят минава през: Тимишоара - Арад - Орадя - Сату Маре - Ливада.